# Аитов, Владимир Давидович
Влади́мир Дави́дович Аи́тов (фр. Vladimir Aïtoff, 1879—1963) — доктор медицины, видный деятель русского масонства во Франции. Олимпийский чемпион 1900 года по регби.

## Биография
Родился в семье Давида (Дауда) Александровича Аитова (1854—1933), казанского татарина, участника «хождения в народ», политэмигранта, географа, будущего генерального консула Временного правительства во Франции.
В. Д. Аитов в юности занимался регби, в 1900 году получил золотую медаль на Олимпийских играх в Париже. По образованию — врач, доктор медицины Парижского университета.
В 1905 году был назначен врачом французской больницы в Петербурге. Сдал экзамен при Военно-медицинской академии, чтобы получить возможность практиковать в России.
В 1910 году врач, в 1912 году — заведующий терапевтическим отделением французской больницы св. Марии Магдалины в Петербурге, где работал по 1916 год.
В 1916 году прикомандирован к французской военной миссии, руководил отделением французского госпиталя в Петрограде.
В 1918 году вместе с французской военной миссией возвратился во Францию.
В ноябре 1920 году стал одним из создателей организационного комитета помощи беженцам из Крыма при Красном Кресте. Специалист по внутренним болезням, практиковал в Париже.
В 1923 году вошёл в комитет только образованной Лиги борьбы с антисемитизмом. Работал также в амбулатории Российского общества Красного Креста (старая организация), с октября 1934 года — амбулатории имени В. И. Тёмкина. Оказывал больным безвозмездную помощь. Казначей Русского сообщества интеллектуального сотрудничества. Член Объединения русских врачей за границей. Многолетний член правления Общества русских врачей имени Мечникова. Один из организаторов «Русского госпиталя», где работали известные русские медики.
В 1927 году практиковал для членов Кассы взаимопомощи русских рабочих.
В 1928 году член Объединённого комитета инженерных и технических организаций.
Во время оккупации Франции фашистами депортирован в лагерь Бухенвальд, затем содержался в лагере Лангенштайн[уточнить]. Долгое время содержался в Освенциме, выкорчёвывал пни, переносил тяжести. Освобождён из лагеря Альдерштадт, весил при этом всего 34 килограмма.
В мае 1945 года на американском самолёте доставлен в Париж. С 1946 года член правления Содружества русских добровольцев, партизан и участников Сопротивления, где делал доклад о «Деле Музея человека».
В 1947 году, после слияния ряда организаций, вошёл в правление Содружества участников Сопротивления русского происхождения во Франции. В 1946 году принял православие (ранее, с 1905 года числился протестантом); в 1963 году член приходского совета Галлиполийского храма. Кавалер Ордена Почётного легиона. Вместе с женой, Маргаритой Николаевной Бернштейн (1876—1969) занимался благотворительностью (доктор медицины, ранее была женой М. С. Маргулиеса). Мемуарист, оставил воспоминания о Г. Б. Слиозберге.
Похоронен на кладбище Монпарнас в Париже.

## Участие в масонстве
Посвящён в масонство по рекомендации Л. Д. Кандаурова 17 июня 1919 года в парижской ложе «Космос» № 343 (Великая ложа Франции). Член-основатель русской ложи «Астрея № 500» (ВЛФ), её досточтимый мастер в 1925—1926 годах, с 1927 года почётный досточтимый мастер.
В 1926 году — председатель Временного комитета русского масонства (прообраз великой ложи в изгнании).
В 1932 году стал членом-основателем другой русской парижской ложи — «Лотос» № 638 (ВЛФ). Со дня основания этой ложи по 1934 год её досточтимый мастер, затем занимал в ложе должности: первого стража, знаменосца, оратора. Почётный досточтимый мастер с 1957 года. Собрания ложи «Лотос» часто проходили на его квартире, член ложи до кончины.
Посвящён в высшие степени Древнего и принятого шотландского устава во французских организациях дополнительных степеней, масон 33° с 1927 года. Входил во все русские парижские масонские мастерские высших степеней, казначей консистории «Россия» (32°) и Русского совета 33 степени ДПШУ.